# Karla Kowalski
Karla Kowalski (* 28. Januar 1941 in Beuthen, Oberschlesien) ist eine deutsche Architektin und Hochschullehrerin.

## Leben und Wirken
Sie studierte an der Technischen Hochschule Darmstadt Architektur und arbeitete während des Studiums bei Georges Candilis, Josic und Shadrach Woods (Candilis, Josic, Woods) in Paris. 1968 absolvierte sie an der Architectural Association School in London ein Postgraduiertenstudium.
Ab 1969 bis 1971 arbeitete sie bei Behnisch & Partner in München an den Olympiabauten. Dort lernte sie Michael Szyszkowitz kennen, der ebenso – jedoch bei Günther Domenig & Eilfried Huth – an den Olympiabauten mitwirkte. Ab 1973 schließlich arbeitete sie mit Michael Szyszkowitz zusammen und gründete mit ihm in dessen Heimatstadt Graz 1978 das gemeinsame Büro Szyszkowitz-Kowalski.
Kowalski hatte an der Gesamthochschule Kassel von 1971 bis 1972 einen Lehrauftrag zum Thema Topographie und Entwurf und wurde 1988 als Direktorin des Instituts für Öffentliche Bauten und Entwerfen an die Universität Stuttgart berufen. Diese Professur hatte sie bis 2003 inne. Seit 1993 ist sie Mitglied der Akademie der Künste Berlin, 1998 wurde sie Mitglied der Academie internationale d’Architecture, Sofia.
Neben der Tätigkeit als Architektin formt Karla Kowalski Tierplastiken und fertigt Landschaftszeichnungen an, die in mehreren Ausstellungen gezeigt worden sind.

## Ausstellungen
- „Monster“, Kowalskis Tiere mit Gestellen von Szyszkowitz, Architekturforum Aedes, Berlin, Dezember 1996[2]
- Karla Kowalskis „Monster“ mit Gestellen von Michael Szyszkowitz, Kunsthaus Mürzzuschlag, Mürzzuschlag, Juni 2001[3]

## Schriften
Neben zahlreichen Publikationen im Bereich der Architektur wurden auch die Skulpturen und Zeichnungen veröffentlicht:
- Werner Durth (Hrsg.): Monster und andere Wahrheiten / Monsters and other Truths. (mit Essays von Manfred Sack, Werner Durth, Frank Werner, Karin Wilhelm) jovis Verlag, Berlin 2006, ISBN 3-936314-62-4.
- Aedes East (Hrsg.): Monster. Kowalskis Tiere mit Gestellen von Szyszkowitz. (mit einer Einleitung von Walter Jens) Berlin 1996.

## Auszeichnungen
- 2024: Ehrendoktor der Technischen Universität Graz[5]
- 2024: Großer Josef-Krainer-Preis[6]